# Литовел
Литовел (чеш. Litovel) град је у Чешкој Републици. Град се налази у управној јединици Оломоуцки крај, у оквиру којег припада округу Оломоуц.

## Становништво
Према подацима о броју становника из 2014. године град је имао 9.898 становника.